# محاولة اغتيال يحيى بن تميم
في سنة 507هـ / 1113، تعرض يحيى لمحاولة إغتيال قُبيل وفاته، و قد اختلفت الروايات في مسارها, قيل أنها تسببت في وفاته.

## رواية ابن شدّاد
في عام 507هـ / 1113 جاء ثلاثة رجال غرباء إلى المهدية، فذهبوا إلى يحيى و معهم عريضة يدعون فيها أنهم من يجيدون الكيمياء (تحويل معادن رخيصة إلى ثمينة)، فسمح لهم بالدخول، فادعوا المقدرة على تحويل القصدير إلى فضة: «نحن نزيل من القصدير التدخين والصداء حتى يرجع لا فرق بينه وبين الفضّة. ولمولانا من السروج والبنود والقضب والأواني، قناطير من الفضة، يُجْعَل عوضها منها ما تريد، وتُسْتَعْمَل جميع ذلك في مهمّاتك.» و طلبوا أن يتم ذلك في مكان خالي من الناس فوافق و جلبهم لمكان خالي. و لم يكن مع الأمير سوى وزيره الشريف أبو الحسن علي بن أحمد الفهري الصقلي و إبراهيم قائد الخيالة، و كان في نيّة الكيميائيين اغتيال يحيى و كان بينهم اشارة لبدأ العملية، فقال أحدهم «دارت البوتقة»، فتواثبوا و مشى كل واحد إلى أحد المتواجدين، أما الذي قصده يحيى فقال: «أنا سرّاج». وكان يحيى جالسا على مصطبة، فضربه بها فجاءت على رأسه، فقطعت طاقات من العمامة، فلم تؤثر في رأسه واسترخت يد الكيميائي بالسكين على صدر يحيى، فخدشته، وضربه يحيى برجله، فالقاه على ظهره، فسمع الخدم ، ففتحوا باب القصر من عندهم، فدخل يحيى وأغلق الباب دونهم.
و كانت ملابس هؤلاء الثلاثة مثل ملابس الأندلسيين، فتم إعدامهم و قُتل أشخاص يلبسون مثلهم في كامل أنحاء المدينة، ثم خرج يحيى و تجول في المدينة و هدأ الأمور، و قد قال بعض الناس إنهم قد رأواهم لدى المقدّم بن خليفة (لعله قائد أو ضابط)، و خلال ذلك جاء أبو الفتوح ابن يحيى مع حاشيته وهم مسلحون، فمنعه يحيى من الدخول، و لاحق ثبت لدى الأمير يحيى أن بن خليفة و أبو الفتوح هم من خططا للاغتيال. فتم جلب بن خليفة و تم اعدامه على يد ابناء أخيه على جريمة قديمة و هي قتله لأخيه، أما أبو الفتوح و زوجته و ابنة عمه بلّارة بنت القاسم بن تميم فقد أُخذا تحت الإقامة الإجبارية في قصر زياد بين المهدية و صفاقس و ضلا هناك حتى وفاة يحيى.
و قد اتخذ ابن الأثير والنويري هذه الرواية كمصدر أساسي لروايتيهما، و حدد زمن الحادثة بعام 502هـ / 1109، و كانا المصدر الأساسي لأحداث مع بعد محاولة الإغتيال، و شكك الباحث الهادي روجي إدريس صحة هذا الزمن حيث عام 504هـ و حسب هذه الرواية تم تعيين أبو الفتوح واليا على صفاقس، و هو شيئ غير منطقي و هو مسجون في قصر زياد، لهذا تحديد ابن شدّاد لزمن الحدث أكثر صحة، و في رواية ابن الأثير ذُكر أن أبو الفتوح كان أخ يحيى، لكن فضل الباحث الهادي روجي إدريس قول ابن خلّكان بأنه ابنه، حيث أن أبو الفتوح متزوج من بلارة حفيدة تميم، ففي رواية ابن الأثير، أبو الفتوح متزوج من ابنة أخيه و هو شيئ غير معقول، و لكن المنطقي أكثر هو أن أبو الفتوح متزوج من ابنة عمه و هو ما في رواية ابن خلّكان, و تُتعبر هذه الرواية مفضلة أكثر، و في ديوان ابن حمديس توجد قصيدة مدح تشير لهذه المؤامرة، ذكرت كيف نجاة الأمير بفضل الله تعالى و مقتل الوزير و إعدام الثلاثة و صلبهم، و هناك قصيدة أخرى في رثاء الشريع علي بن أحمد الفهري.

## رواية ابن عذاري
في عام 509هـ / 1115، جاء رجلين قالوا أنهم طلاب من مصمودة و يجيدون الكيمياء، فسُمح لهما الدخول لدار العمل، فعندما أحكما ما أرادا استأذنا أن يريا يحيى ما بيدهما، فقال لهما: «أَوْقِفَاني على الطرح و حقيقة السّر»، فردا: «على أن لا يحضر إلّا أنت ووزيرك»، فحضر هو وزيره و عبده أبو حنوش (أو أبو خنوس)، فصنعا البوتقة و ألقيا القصدير و أحميا عليه، و جعلا كأنهما يخرجان الأكسير، فأخرجا خناجيرهما و قتلا العبد و الوزير، ثم قفزا على السلطان و أكثرا الطعنات فيه صارخين في وجهه: «أيها الكلب ! نحن أخوَاك فلان و فلان ! نفيتنَا و بقيتَ في المُلْك»، و حينها دخل الحرس و قتلا الرجلين، و ضل يحيى يعاني من جروحه بقية أيامه حتى مات في عيد الأضحى 10 ذو الحجة 509هـ / 25 أفريل 1116، و خلال ذلك نفى ابنه أبو القاسم إلى قصر زياد و شكك في تآمره، و لاحقا عند تولي علي نفى أبو الفتوح إلى الشرق (رغم أن ابن عذاري روى في موضع آخر أن يحيى قُتل فجأة ثاني أيام عيد الأضحى في قصره).
شكك باحثون في صحة هذه رواية ابن عذاري و وصفها الهادي روجي بأنها "تكتسي صبغة خيالية"، و شكك في أنه كان من الأسهل على الأخوين أن يرسلا من يقتل أخاهما بدل قتله بأنفسهم، كما لم يُشر ابن عذاري لاسم الوزير و لم يُشر إلى القائد إبراهيم.

## الرواية المنسوبة إلى أبو الصلت
قدم ثلاثة مغاربة زعموا أنهم من العارفين بالكيمياء وطلبوا المثول بين يدي يحيى ، فأستقبلهم بمحضر أربعة أشخاص من خاصته، من بينهم قائد جيشه، وأثناء الاجتماع أخرجوا خناجرهم من أحزمتهم وقتلوا قائد الجيش ونجا الأمير، وقد أثخنوه بالجراح وانفلت منهم، وقُتل المغاربة وصلبوا. وتوفي يحيى فجأة في قصره ثاني عيد الأضحى 11 ذو الحجة 509هـ / 26 أفريل 1116.
هذه الرواية حررها ابن الخطيب وأوردها بين استشهادين اثنين من كتاب أبي الصلت، المؤرّخ الرسمي لبني زيري، وقد اقتبسها منه حسب الاحتمال. وباستثناء بعض الجزئيات، فهي تؤكد رواية ابن شداد، ولكن لا يمكن تفضيلها عليها.